# 比克河 (格倫訥河支流)
51°24′48″N 8°29′33″E / 51.4134489°N 8.4924648°E
比克河（德語：Bieke），是德國的河流，位於該國西部，處於北萊茵-威斯特法倫州，屬於格倫訥河的右支流，河道全長1.7公里，流域面積1.4平方公里。